# Oecanthus rileyi
Oecanthus rileyi är en insektsart som beskrevs av Baker, C.F. 1905. Oecanthus rileyi ingår i släktet Oecanthus och familjen syrsor. Inga underarter finns listade i Catalogue of Life.